# Latinobarómetro
Corporación Latinobarómetro ist eine unabhängige private Non-Profit-Organisation mit Sitz in Providencia, Provinz Santiago, Chile, die sozialwissenschaftliche Erhebungen in Lateinamerika durchführt und auch für die Veröffentlichung der Ergebnisse verantwortlich zeichnet.
Der Vorstand von Lantinobarómetro ist ausschließlich aus chilenischen Staatsbürgern zusammengesetzt. Die Organisation wird nach chilenischem Recht geregelt. Gründerin und Direktorin ist Marta Lagos. Ein internationaler Beirat, der International Advisory Council, steht der Gründerin und Direktorin zur Seite.
In der Non-Profit-Organisation Latinobarómetro sind vor allem soziale und politische Akteure in Lateinamerika engagiert. Das Unternehmen versteht sich als von äußerlichen Einflüssen unabhängig.

## Studie Latinobarómetro
Die von der Non-Profit-Organisation durchgeführte gleichnamige Studie „Latinobarómetro“ ist eine jährliche Meinungsumfrage, die seit 1995 (mit Ausnahme von 1999) mit rund 20.000 Interviews in 18 lateinamerikanischen Ländern die Meinung von mehr als 600 Millionen Einwohnern zu repräsentieren beansprucht. Die Studie beobachtet die Entwicklung der Demokratien, Wirtschaft und Gesellschaften, die als Indikatoren für Haltung, Meinung und Verhalten verwendet werden.